# Джафна (полуостров)
Джафна (на тамилски: யாழ்ப்பாணம், на синхалски: යාපනය) е полуостров в северната част на остров Шри Ланка, разположен между заливите Полк на запад и Бенгалски на изток и Полкския проток на север. Дължина около 70 km, ширина от 15 до 20 km. Бреговете му са силно разчленени от няколко лагуни (най-голяма Джафна). Изграден е предимно от варовици. Развива се интензивно земеделие, риболов и добив на бисерни миди. Най-голям град Джафна (Япаная), административен център на Северната провинция.